# تپه بلالوک
تپه بلالوک مربوط به هزاره اول قبل از میلاد است و در شهرستان بروجرد، بخش مرکزی، روستای بردبل واقع شده و این اثر در تاریخ ۱۲ بهمن ۱۳۸۱ با شمارهٔ ثبت ۷۱۲۱ به‌عنوان یکی از آثار ملی ایران به ثبت رسیده است.